# Kázmér (település)
Kázmér (szlovákul: Kazimír) község Szlovákiában, a Kassai kerület Tőketerebesi járásában. Kis- és Nagykázmér egyesülése révén jött létre.

## Fekvése
Tőketerebestől 19 km-re délnyugatra, a magyar határ mellett fekszik.

## Története
A települést 1270-ben „Kamer” néven említik először. 1296-ban „Kazmer”, 1334-ben „Kazmeyr” néven szerepel az írott forrásokban. Kázmér vára valószínűleg a tatárjárás után, a 13. század közepén épült. 1274-ben említik először Füzér várának tartozékaként. 1364-ben az egri káptalan összeírásában említik. A 15. században már két település: Kis- és Nagykázmér állt a helyén.

### Kiskázmér
Kiskázmért 1427-ben „Also Kazmer” alakban említik először, a Kázméry család birtoka volt. 1720-ban nemesi község.
A 18. század végén Vályi András így ír róla: „Kis Kázmér. Tót falu Abaúj Várm. földes Urai több Uraságok, lakosai katolikusok, és reformátusok, fekszik Ronyva vize mellett, Fűzérhez 3/4 mértföldnyire, legelője szoross, fája nincs elég, piatza is távól esik.”
1828-ban 37 házában 263 lakos élt.
Fényes Elek 1851-ben kiadott geográfiai szótárában így ír a faluról: „Kázmér (Kis), orosz falu, Abauj vmegyében, Zemplén vmegye szélén: 5 r. kath. 186 g. kath., 15 evang., 11 ref., 14 zsidó lak.”
A 19. század végén a Vay család a birtokosa. Lakói mezőgazdasággal, gyümölcstermesztéssel, erdei munkákkal foglalkoztak. Később a közeli nagybirtokokon dolgoztak.
Borovszky monográfiasorozatának Zemplén vármegyét tárgyaló része szerint: „Kiskázmér, tót kisközség 39 házzal és 220 lakossal, kiknek nagyobb része gör. kath. vallású. Postája Nagykázmér, távírója és vasúti állomása Legenyemihályi. Hajdan Abauj vármegyéhez tartozott és csak 1881-ben csatolták Zemplénhez. Akkoriban Alsókázmér néven is emlegették. Ősrégi község, mely már 1254-ben a Kázméry családé. E család tagjai ülnek itt egyedül 1549-ig, a mikor Sztrithey Györgyöt, 1590-ben a Kaki Atyay családot és két évvel később Vékey Istvánt iktatják egyes részeibe. 1598-ban Báthory István az ura. 1690-ben, a Kázméry család kihaltával, I. Lipót a Barlogh családnak adományozza, melytől női ágon Beőthyné Bencze Évára szállott. 1770-ig ennek az örököseié volt, de azután házasság útján Nedeczky Nepomuk Jánosnak jutott. Utána a gróf Törökök voltak az urai, majd a Keresztes, Horváth, és Ecsedy családok. Most nincs nagyobb birtokosa. Templom nincsen a faluban.”
1920-ig Zemplén vármegye Sátoraljaújhelyi járásához tartozott. 1938 és 1945 között újra Magyarország része volt. Kis- és Nagykázmért 1960-ban egyesítették.

### Nagykázmér
Nagykázmér külön 1454-ben szerepel először a forrásokban „Nagykazmer” alakban. A Török, majd a Berchtold család birtoka volt. 1715-ben 9 háztartása adózott. 1787-ben 77 házában 556 lakos élt. A 18. században a községben szeszfőzde működött.
A 18. század végén Vályi András így ír róla: „Nagy Kázmér, Magyar, és tót falu Zemplén Várm. földes Urai G. Török, és több Uraságok, lakosai elegyesek, fekszik Kis Kázmér, és Kolbásának szomszédságában, hegyes, és térséges határja 3 nyomásbéli, gabonát, és árpát terem, erdeje igen kevés, szőleje nints, tér nélkűl is szűkölködik, piatza Újhelyben és Kassán.”
1828-ban 82 háza volt 612 lakossal, akik főként mezőgazdasággal, szőlőtermesztéssel foglalkoztak.
Fényes Elek 1851-ben kiadott geográfiai szótárában így ír a faluról: „Kázmér (Nagy), tót-magyar-orosz falu, Zemplén vármegyében, Abauj vmegye szélén, Ujhelyhez északra 3 órányira: 218 római, 150 g. kath., 107 evang., 83 ref., 45 zsidó lak. Van itt r. kath. plebánia s egy elpusztult szentegyház; evang. templom, derék kastély és szép kert; 796 h. szántóföld. F. u. gr. Török.”
Borovszky monográfiasorozatának Zemplén vármegyét tárgyaló része szerint: „Nagykázmér, kisközség 93 házzal és 522 lakossal, kiknek egy harmada magyar, a többi tót és róm. kath. vallású. Körjegyzőségi székhely. Saját postája van, távírója és vasúti állomása Legenyemihályi. A Kázméry család ősi fészke és névadó községe. E család és osztályos atyafiai voltak birtokosai még a XVI. században is. Az 1598-iki összeírás Kázméry Istvánt és Lajost, Balogh Istvánt, Vékey Istvánt és Pétert és Ladmóczy Györgyöt említi uraiként. 1745-ben Beőthy Imre és Mihály is részbirtokosa. 1774-ben pedig a Beőthy családon kívül Kazinczy Péter, Szemere László, Ecsedy János, Paizsos János, Pandák Mihály, Fűzy András és Keresztessy László a birtokosai. Újabban a gróf Török család volt a földesura s most gróf Berchtold Kázmérnak van itt nagyobb birtoka és kastélya, melyet még a gróf Török család építtetett. Hajdan vára is volt. Ősi templomának a község határában némi romjai láthatók. A község lakosai hitel- és fogyasztási szövetkezetet tartanak fenn. Az 1663-iki pestis nem kímélte meg ezt a községet sem. A faluban három templom van ú. m. róm. kath., ev. ref. és ág. h. evangelikus. A két utóbbinak az építési idejét nem ismerjük, az első 1769-ben épült.”
1920-ig Zemplén vármegye Sátoraljaújhelyi járásához tartozott. 1938 és 1945 között újra Magyarország része volt. Nagy- és Kiskázmért 1960-ban egyesítették.

## Népessége
| Év:            | 1994. | 2004.   | 2014.  | 2024.   |
| -------------- | ----- | ------- | ------ | ------- |
| Emberek száma: | 914   | 880     | 858    | 813     |
| Eltérés:       |       | -3,71 % | -2,5 % | -5,24 % |

| Év:            | 2023. | 2024.   |
| -------------- | ----- | ------- |
| Emberek száma: | 827   | 813     |
| Eltérés:       |       | -1,69 % |

1910-ben Kiskázmért 184-en, Nagykázmért 531-en, többségében szlovákok lakták, jelentős magyar kisebbséggel.
2001-ben 882 lakosából 878 szlovák volt.
2011-ben 861 lakosából 841 szlovák.

## Neves személyek
- Nagykázmérban hunyt el 1810-ben Török Lajos szabadkőműves főmester, kassai tanulmányi kerületi igazgató, pedagógiai szakíró, országgyűlési követ, Kazinczy Ferenc apósa.

## Nevezetességei
- Egykori vára a 13. században épült, mára már csak egyetlen fala áll.
- Szent István király tiszteletére szentelt, római katolikus temploma 1768-ban épült. 1837-ben klasszicista stílusban építették át.
- Evangélikus temploma a 19. század elején létesült.
- Református temploma a korábbi templom alapjain a 19. század végén készült.
- Klasszicista kastélya 1840 körül épült fel.

## Lásd még
- Kiskázmér
- Nagykázmér